# Ichthyofilaria bergensis
Ichthyofilaria bergensis is een rondwormensoort uit de familie van de Philometridae. De wetenschappelijke naam van de soort is voor het eerst geldig gepubliceerd in 1930 door Wulker.